# Thorectes juengeri
Thorectes juengeri är en skalbaggsart som beskrevs av Romero-samper 1996. Thorectes juengeri ingår i släktet Thorectes och familjen tordyvlar. Inga underarter finns listade i Catalogue of Life.